# Acanthophis hawkei
Acanthophis hawkei är en orm som beskrevs 1985 av Wells och Wellington. Arten ingår i släktet Acanthophis inom underfamiljen havsormar i familjen giftsnokar. Inga underarter finns listade i Catalogue of Life.
Arten förekommer i delstaterna Northern Territory och Queensland i Australien. Honorna lägger inga ägg utan föder levande ungar.